# Nico Dros
Nico Willem Dros (Harkebuurt op Texel, 7 maart 1956) is een Nederlands schrijver van verhalen, romans, essays en een historische monografie. Na de studie geschiedenis aan de Vrije Universiteit in Amsterdam was hij enige jaren werkzaam in historisch onderzoek voor onder meer het Koninklijk Instituut voor de Tropen en de Vrije Universiteit. 
Zijn werkzaamheden als historicus wisselde Dros in voor het schrijven van fictie. In 2002 richtte hij, samen met de dichter en essayist Arie van den Berg, de Schrijversvakschool Amsterdam op. Hij is een van de docenten bij deze opleiding. Dros won in 2007 de Gouden Doerian voor zijn roman Dromen van de bok, nadat het boek in 2006 eerst was genomineerd voor de Vlaamse literatuurprijzen De Diamanten Kogel (het spannendste boek) en in 2007 voor de Saint Amourprijs (beste seksscène). In 2022 werd Willem die Madoc maakte, zijn roman over de dertiende-eeuwse auteur van Van den vos Reynaerde, genomineerd voor de Boon voor fictie- en non-fictie. Ook stond het in 2022 op de shortlist voor de Libris Literatuur Prijs.

## Bestseller 60
| Boeken met noteringen in de Nederlandse Bestseller 60 | Jaar van verschijnen | Datum van binnenkomst | Hoogste positie | Aantal weken | Opmerkingen |
| ----------------------------------------------------- | -------------------- | --------------------- | --------------- | ------------ | ----------- |
| Willem die Madoc maakte                               | 2021                 | 28-04-2021            | 20              | 6            |             |